# Đền Chợ Củi
Đền Củi hay còn được gọi là Đền Chợ Củi (tên chữ là Thánh Mẫu Linh từ), thờ Ông Hoàng Mười, là địa điểm tâm linh nổi tiếng ở Hà Tĩnh. Nơi đây có vị trí đắc địa, lưng tựa núi Hồng Lĩnh, bên cạnh là dòng sông Lam thơ mộng thuộc địa phận xã Xuân Hồng, huyện Nghi Xuân, tỉnh Hà Tĩnh, nằm cách trung tâm thành phố Vinh khoàng 10 km về phía nam, cách thành phố Hà Tĩnh khoảng 40km về phía Đông Bắc. Cảnh quan Đền Củi rất đẹp, sông núi đan xen nhau tạo nên vẻ đẹp huyền ảo, kỳ bí nên thơ cho ngôi đền. Đền Chợ Củi được công nhận xếp hạng Di tích lịch sử văn hóa cấp quốc gia theo Quyết định số 57/QĐ-VH ngày 18/01/1993, là một địa điểm du lịch tâm linh hấp dẫn, thu hút đông đảo du khách thập phương. Hàng năm lễ hội Đền Chợ Củi diễn ra ngay vào dịp ngày mồng 3 tháng 3 âm lịch (ngày giỗ Thánh Mẫu), ngày 20 tháng 8 âm lịch (ngày giỗ Đức Thánh Trần) và ngày 10 tháng 10 âm lịch (ngày giỗ Quan Hoàng Mười).

## Ông Hoàng Mười

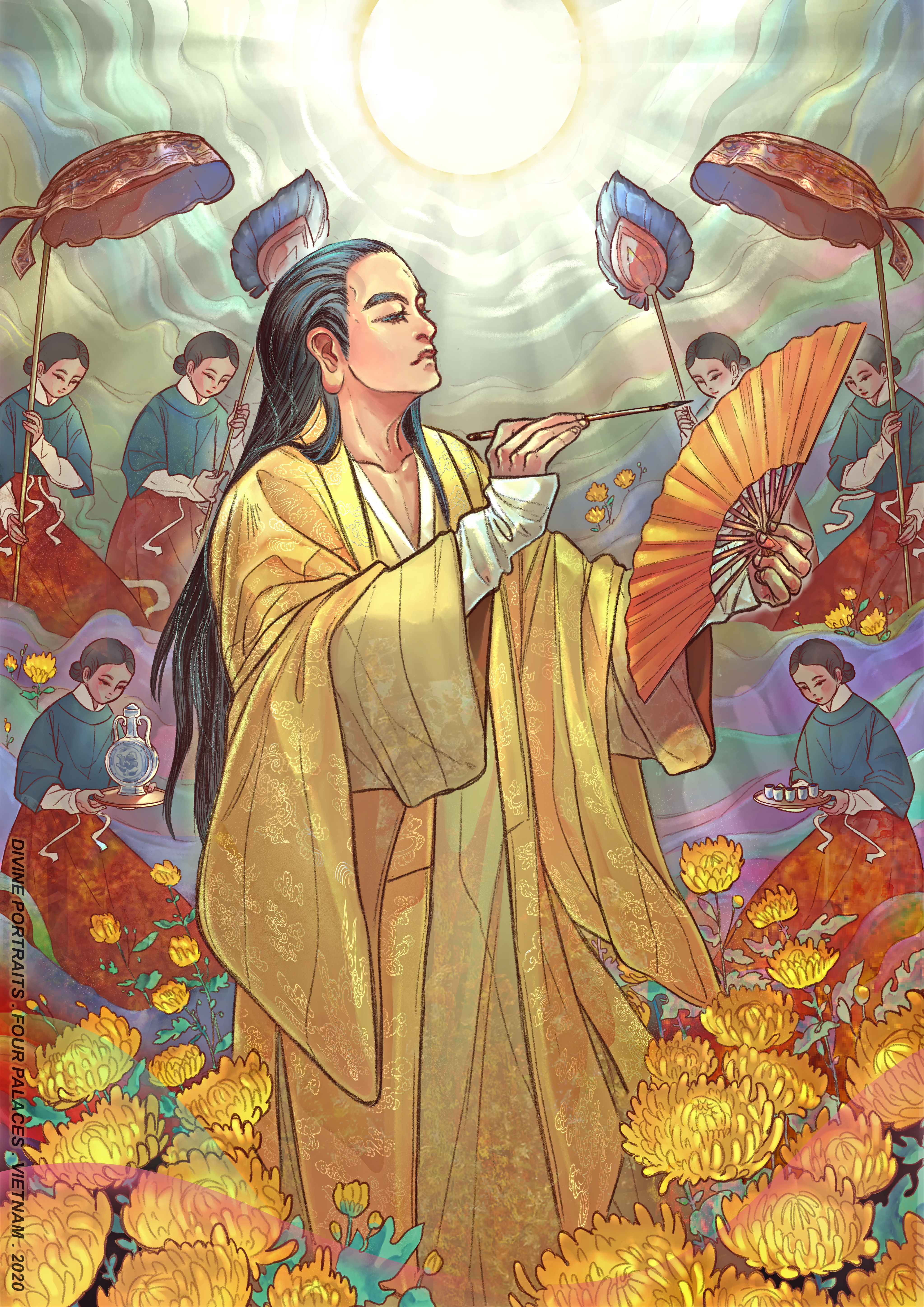
Tranh vẽ Ông Hoàng Mười trong trang phục thời Hậu lê. Hoạ sĩ: Phan Kim Thanh. Tranh thuộc dự án Thánh Nhan của trang Four Palaces - Tứ Phủ

Theo nhân gian kể lại ông Hoàng Mười là nhân vật huyền thoại, được giáng trần để giúp đời. Người dân xứ Nghệ cũng lưu truyền các truyền thuyết về lai lịch, thân thế, sự nghiệp của ông Hoàng Mười với những nhân vật có thật trong lịch sử Việt Nam. Theo truyền thuyết, Ông Hoàng Mười là con thứ 10 của Đức Vua cha Bát Hải Động Đình. Theo lệnh, ông giáng trần để giúp dân. Ông Hoàng Mười không chỉ vì ông là con trai thứ 10 mà ông là người tài đức vẹn toàn, văn võ song toàn ("10" mang ý nghĩa tròn đầy, viên mãn). Không những là vị tướng xông pha chinh chiến nơi trận mạc, ông còn là người rất hào hoa phong nhã, giỏi thơ phú văn chương. Với truyền thuyết về vị tướng "Tài đức vẹn toàn".

## Lịch sử
Đền được xây dựng vào thời Hậu Lê có cấu trúc theo kiểu chữ Tam gồm các hạng mục tam quan, hạ điện, trung điện và thượng điện, mặc dù đã trải qua nhiều lần tôn tạo nhưng vẫn giữ lại nét xưa, trang nghiêm thần bí, hài hòa với cảnh quan sông núi và tân thế của dân gian.